# Augsburg–Buchloe-vasútvonal
Az Augsburg–Buchloe-vasútvonal egy normál nyomtávolságú, kétvágányú, 39 km hosszú vasútvonal Németországban Augsburg és Buchloe között. A vonal része volt a Ludwig-Süd-Nord-Bahnnak, így egyike Németország legrégebbi vasútvonalainak.

## Forgalom
2019-ben az alábbi járatok közlekedtek a vonalon:
| Járat | Útvonal | Gyakoriság       |
| ----- | --- | ---------------- |
| IC    | Hamburg-Altona – Augsburg – Buchloe – Kempten – Oberstdorf                                                       | bizonyos vonatok |
| RE    | Augsburg – Bobingen – Schwabmünchen – Buchloe                                                                    | kétóránként      |
| RE    | Augsburg – Buchloe – Türkheim – Bad Wörishofen/ Mindelheim – Memmingen                                           | kétóránként      |
| RE    | (Nürnberg –) Augsburg – Buchloe – Kaufbeuren – Kempten – Immenstadt – Oberstdorf/ Oberstaufen – Hergatz – Lindau | kétóránként      |
| BRB   | Augsburg – Buchloe – Kaufbeuren – Füssen                                                                         | kétóránként      |
| BRB   | Augsburg – Bobingen – Kaufering – Landsberg am Lech                                                              | óránként         |
| BRB   | Augsburg – Buchloe (– Kaufbeuren – Marktoberdorf)                                                                | bizonyos vonatok |
| BRB   | Augsburg – Bobingen                                                                                              | bizonyos vonatok |